# Svabensverks kyrka
Svabensverks kyrka är en kyrkobyggnad som hör till Alfta-Ovanåkers församling i Uppsala stift. Kyrkan ligger i Svabensverk på en kulle mellan sjöarna Amungen och Hämmen. Området är en del av sydvästra Hälsingland nära gränsen till Dalarna.

## Kyrkobyggnaden
Kyrkobyggnaden var ursprungligen ett skolhus som uppfördes 1864 av ägaren till Svabensverks bruk. Byggnadsmaterialet var slaggtegel. Sommaren 1884 började man bygga om skolan till kyrka. Man lade puts ovanpå slaggteglet och strök sedan på slammad kalk. Söndagen den 12 juli 1885 förrättades första gudstjänsten i den nya kyrkan.
1972 genomgick kyrkan en omfattande restaurering.
Söder om kyrkan står en kvadratiskt formad klockstapel, klädd med rödmålade brädor och täckt med en spåntäckt huv. I stapeln hänger en kyrkklocka som kallas Kristineklockan och är den första gjutjärnsklocka som beställts från Sheffield i England.

## Inventarier
- Dopfunten i brunbetsad ek tillverkades 1901.
- Ett 50 centimeter högt krucifix av päronträ skänktes till kyrkan 1958 av Kopparfors. Krucifixet är tillverkat av skulptören Torolf Engström.
- Altare, orgel och predikstol är skänkta av Jakob de Ron och kom från ett bönerum i Svabensverk som var i bruk innan kyrkan byggdes.

### Orgel
- 1847 byggde Jonas Wengström, Ovanåker en mekanisk orgel med slejflådor. Orgeln skänktes av Jacob de Ron. 1885 flyttades orgeln till det nuvarande kapellet då även Subbas 16' tillbyggdes. Tonomfånget är på 51/15. Fasaden har pipattrapper av trä.

| Manual C-d3    | Pedal C-d0 | Koppel  |
| Principal 8´   | Subbas 16´ | Man/Ped |
| Fugara 8'      |            |         |
| Vox Candida 8' |            |         |
| Gedakt 8'      |            |         |
| Oktava 4'      |            |         |
| Flöjt 4'       |            |         |
| Oktava 2'      |            |         |

### Webbkällor
- svabensverk.se